# Anni 1840
Gli anni 1840 sono il decennio che comprende gli anni dal 1840 al 1849 inclusi.

## Eventi, invenzioni e scoperte
- Kierkegaard pubblica Aut aut e Timore e tremore.
- 1840: Alessandro Manzoni pubblica la seconda edizione de I promessi sposi.
- 1842: Giuseppe Verdi compone il Nabucco.
- 1848: pubblicazione a Londra del Manifesto del Partito Comunista di Karl Marx e Friedrich Engels
- 1848: Primavera dei popoli
  - gennaio: scoppiano rivolte nel Regno delle Due Sicilie, segnatamente a Palermo (12 gennaio) e a Napoli (27 gennaio).
  - 4 marzo: promulgazione dello Statuto Albertino nel Regno di Sardegna, che si trasforma in una monarchia costituzionale.
  - marzo: A Milano scoppia la rivolta contro le autorità asburgiche (Cinque giornate di Milano), così come anche a Venezia e nelle altre località del Lombardo-Veneto.
  - Prima Guerra d'Indipendenza Italiana: sconfitta del Regno di Sardegna contro l'Impero Austriaco per annettere il Regno Lombardo-Veneto (la fase finale della Guerra avrà luogo nel marzo del 1849).
- Scoppia nel Regno Unito la Railway Mania.

## Personaggi
- Vincenzo Gioberti
- Luigi Napoleone Bonaparte
- Carlo Alberto di Savoia
- Vittorio Emanuele II
- Papa Pio IX
- Claude Monet